# Sport Club Americano (Espírito Santo)
O Sport Club Americano, ou simplesmente Americano, foi um clube de futebol brasileiro de Vitória no Espírito Santo. Suas cores são verde e branco. Foi campeão capixaba de 1940.

## Títulos
| ESTADUAIS               | ESTADUAIS              | ESTADUAIS | ESTADUAIS                          |
|                         | Competição             | Títulos   | Temporadas                         |
| ----------------------- | ---------------------- | --------- | ---------------------------------- |
| Espírito Santo (estado) | Campeonato Capixaba    | 1         | 1940                               |
| Espírito Santo (estado) | Torneio Início         | 6         | 1941, 1948, 1949, 1951, 1953, 1963 |
| MUNICIPAIS              |                        |           |                                    |
|                         | Competição             | Títulos   | Temporadas                         |
| Vitória                 | Taça Cidade de Vitória | 1         | 1940                               |